# Martha Wainwright
Martha McGarrigle Wainwright (ur. 8 maja 1976 w Montrealu) – kanadyjsko-amerykańska wokalistka pop-folkowa i autorka piosenek.

## Życiorys i kariera
Wainwright jest córką amerykańskiego piosenkarza folkowego i autora piosenek, Loudona Wainwrighta III oraz kanadyjskiej piosenkarki i autorki piosenek, Kate McGarrigle. Wychowywała się w Montrealu w muzycznej rodzinie wraz ze swoim starszym bratem, Rufusem Wainwrightem.
Wainwright związana jest, na różnych rynkach, umowami nagraniowymi z kilkoma niezależnymi wytwórniami płytowymi: Rounder Records (Stany Zjednoczone), Cadence Recordings (wcześniej MapleMusic Recordings, Kanada), DiS (Wielka Brytania), V2 Records (reszta Europy) i Shock Records (Australia).
W 2013 roku wydany został jej album Trauma: Chansons de la Serie Tele #04 ze ścieżką dźwiękową do czwartego sezonu kanadyjskiego serialu telewizyjnego, Trauma.
W 2015 roku wzięła udział, jako jedna z panelistów, w edycji corocznych zawodów Canada Reads, podczas których opowiedziała się za powieścią And the Birds Rained Down, napisaną przez kanadyjską pisarkę, Jocelyne Saucier.

## Życie prywatne
We wrześniu 2007 roku poślubiła producenta, z którym współpracowała, Brada Albettę, z którym rozwiodła się przed 2018 rokiem. Mają dwóch synów, Arcangelo (ur. 2009) i Francisa Valentine’a (ur. 2013).